# Мекс Мердінк
Мекс Мердінк (24 липня 2003) — нідерландський футболіст, який грає за клуб Ередивізі «АЗ Алкмаар».

## Раннє життя
Меєрдінк, уродженець Вінтерсвейка, виступав у молодіжній академії «Де Графсхап» з 2012 по 2021 рік, коли він підписав контракт із «Йонг АЗ».

## Клубна кар'єра

### 2021: дебют в Йонг АЗ
Меєрдінк дебютував у Еерстедивізі 10 грудня 2021 року, вийшовши на заміну під час виїзної поразки від «АДО Ден Гаг» з рахунком 3-2. Меєрдінк вперше вийшов у стартовому складі 21 січня 2022 року проти «ВВВ Венло» в молодіжній команді, яка перемогла з рахунком 2-0 і тим самим здобула першу перемогу за чотири місяці. Разом з Меердінком дебютний матч провели Міша Енгель і Льюїс Схаутен. Найстаршим гравцем, який вийшов у старті за «Йонг АЗ», став 22-річний чех Річард Седлачек.

### 2023: дебют в АЗ
7 березня 2023 року Меєрдінк дебютував за АЗ у Лізі конференцій УЄФА 2022—2023 проти «Лаціо», що призвело до виплати від 40 000 до 50 000 євро його колишньому клубу «Графшап». 19 березня 2023 року він дебютував у Ередивізі проти «Твенте». 20 квітня 2023 року Меєрдінк вийшов з лави запасних і забив переможний пенальті у чвертьфінальній серії пенальті Ліги конференцій УЄФА проти Андерлехт.
24 квітня 2023 року Меєрдінк двічі забив у фіналі Юнацької ліги УЄФА сезону 2022—2023 проти «Хайдука» зі Спліта, коли АЗ переміг з рахунком 5:0.

### 2024: Вітесс
31 січня 2024 року Меєрдінк перейшов на правах оренди до кінця сезону в «Вітесс».

## Особисте життя
Він є сином колишнього професійного футболіста АЗ Мартейна Мердінка.

## Титули і досягнення
АЗ
- Переможець Юнацької ліги УЄФА: 2022/23